# شعار ألبانيا
شعار ألبانيا يعتبر تجسيد لعلم ألبانيا. وهو يعتمد على نسر مزدوج الرأس على خلفية حمراء، وخوذة ذهبية ذات قرني ماعز.

## التطور التاريخي لشعار ألبانيا

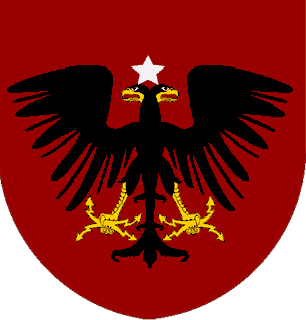
شعار إمارة ألبانيا (1914)
شعار مملكة ألبانيا (1928 - 1939)
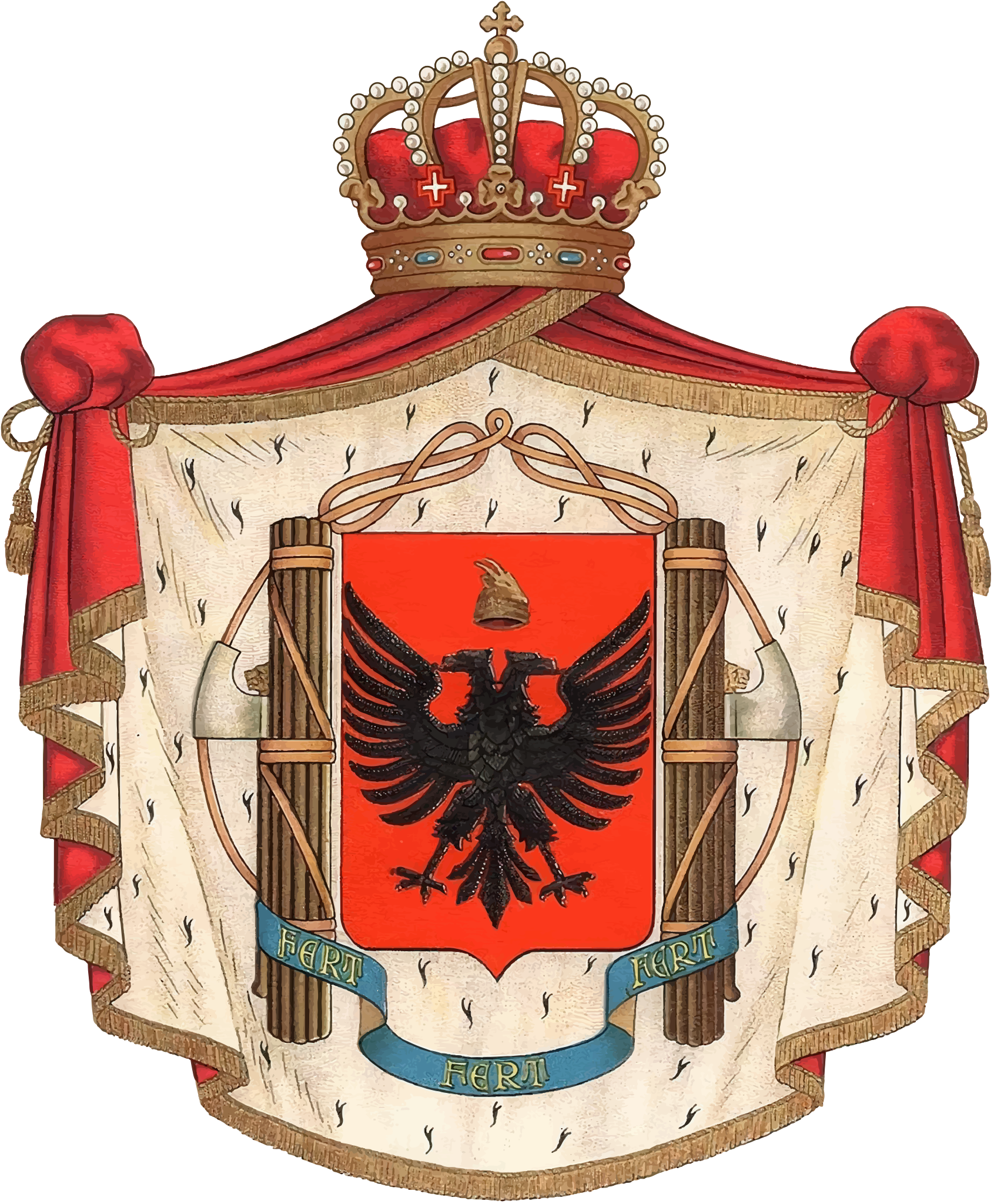
شعار ألبانيا تحت الاحتلال الإيطالي (1939 - 1943)
شعار جمهورية ألبانيا الشعبية (1946 - 1991)